# مترجم (فلم)
المُترجم (بالإسبانية: Un Traductor)، هُو فيلم دراما وثائقية كوبي صدر سنة 2018، وهُو من إخراج الثنائي Rodrigo Barriuso وSebastián Barriuso. اختير الفيلم ليكون الترشيح الرسمي لدولة كوبا للتنافس على جائزة الأوسكار لأفضل فيلم بلغة أجنبية ضمن حفل توزيع جوائز الأوسكار الثاني والتسعين، لكنه لم يدخل ضمن القائمة النهائية للجائزة.

## القصة
حين يصل ناجون من كارثة تشيرنوبل إلى كوبا بقصد العلاج، يُؤمر أستاذ أدب روسي بأن يشتغل كمُترجم لهؤلاء.

## طاقم التمثيل
- رودريغو سانتورو في دور مالين (المُترجم).
- ماريسيل ألفاريز في دور غلاديس (المُمرضة).
- Yoandra Suárez في دور إيزونا (زوجة مالين).[2]
- Nikita Semenov في دور أليكسي.
- Jorge Carlos Perez Herrera في دور خافيير.
- Genadijs Dolganovs في دور فلاديمير.
- Milda Gecaite في دور أولغا.
- Eslinda Nuñez في دور الدكتورة ريفاس.
- Osvaldo Doimeadios في دور الدكتور سانشيز.
- Nataliya Rodina في دور إيلينا.

## وصلات خارجية
- مقالات تستعمل روابط فنية بلا صلة مع ويكي بيانات